# Paul Clarence Schulte
Paul Clarence Schulte (* 18. März 1890 in Fredericktown, Missouri; † 17. Februar 1984) war ein US-amerikanischer römisch-katholischer Geistlicher und Erzbischof von Indianapolis.

## Leben
Paul Clarence Schulte empfing am 11. Juni 1915 das Sakrament der Priesterweihe.
Am 29. Mai 1937 ernannte ihn Papst Pius XI. zum Bischof von Leavenworth. Der Erzbischof von Saint Louis, John Joseph Glennon, spendete ihm am 21. September desselben Jahres die Bischofsweihe; Mitkonsekratoren waren der Bischof von Galveston, Christopher Edward Byrne, und der Weihbischof in Saint Louis, Christian Hermann Winkelmann. Die Amtseinführung erfolgte am 28. April desselben Jahres.
Am 20. Juli 1946 ernannte ihn Papst Pius XII. zum Erzbischof von Indianapolis. Mit seiner Emeritierung am 3. Januar 1970 wurde er zum Titularerzbischof von Elicroca ernannt.